# Јунузлија
Јунузлија (мкд. Јунузлија) је насеље у Северној Македонији, у источном делу државе. Јунузлија је село у саставу општине Карбинци.

## Географија
Јунузлија је смештена у источном делу Северне Македоније. Од најближег града, Штипа, насеље је удаљено 25 km источно.
Насеље Јунузлија се налази у историјској области Јуруклук, која представља западни, брдски део планине Плачковице, чији се највиши део уздиже ка истоку. Надморска висина насеља је приближно 920 метара.
Месна клима је умерено континентална.

## Становништво
Јунузлија је према последњем попису из 2002. године имала 35 становника.
Већинско становништво су Турци (100%).
Претежна вероисповест месног становништва је ислам.